# 獅潭郷

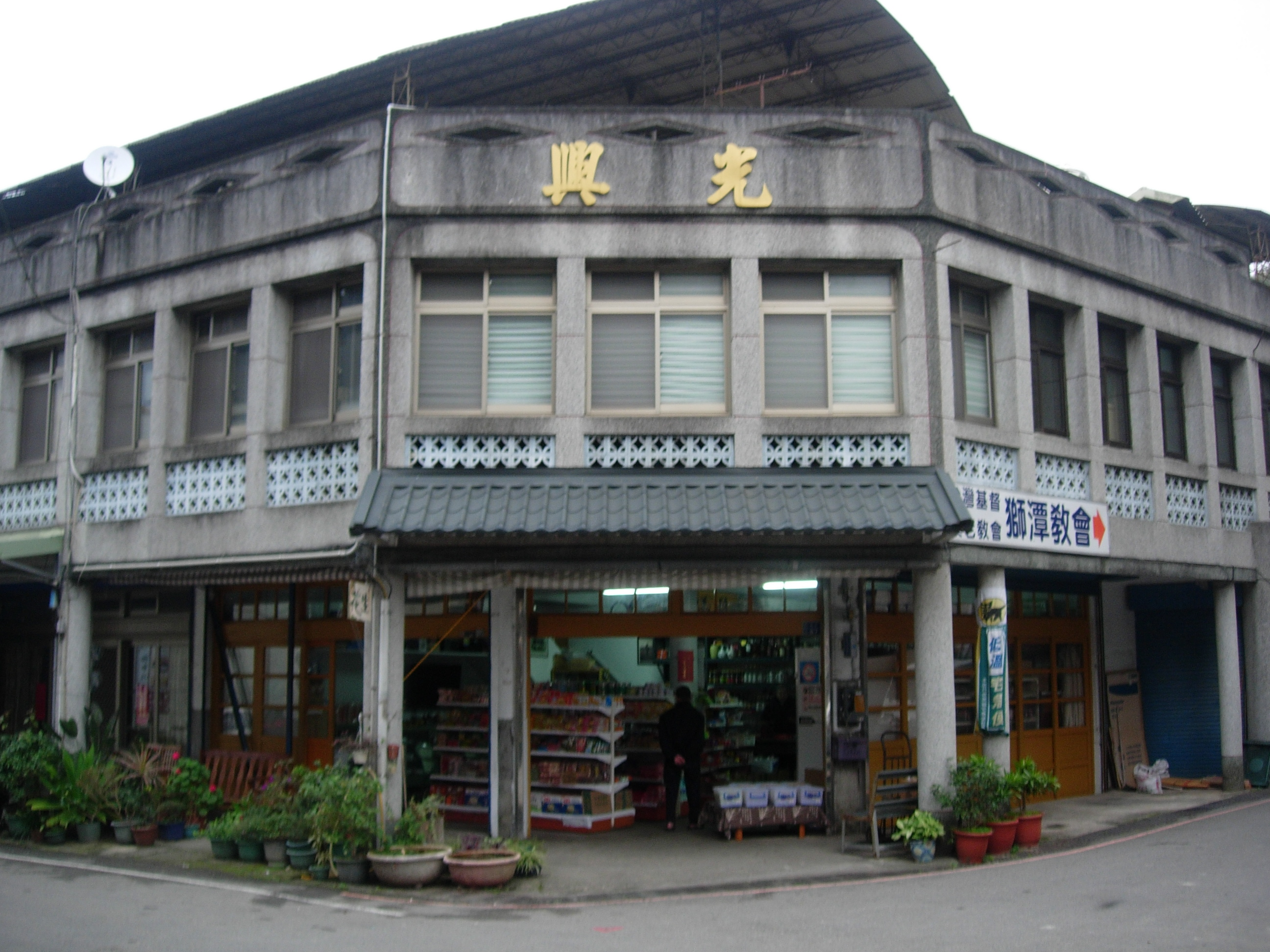
獅潭老街にある興光商店

獅潭郷（シータン/したん-きょう）は、台湾苗栗県の郷。

## 歴史
19世紀まで獅潭郷全域は原住民の居住地であり、狩猟を中心とした経済活動を行っていた。清末の1876年になると漢人による開発が進み、大規模な道路開削の必要に迫られ、道路開削が実施されたが、当時は重機が利用できず、手作業に頼った作業であったため、1930年代の段階で人馬がようやく通行できる「台三道」が開通したにすぎなかった。1938年になると、戦時輸送体制を整える必要に迫られた日本政府により20歳以上の住民が重用されることとなり卓蘭、大湖及び獅潭の男性計400余人が人力に頼った道路建設が開始された。
1939年末、獅潭（新店村）から汶水間が開通し、自動車の通行が可能となり新竹客運のバス便も運行されるようになった。（戦争による燃料事情の悪化の為、バスは3年後に廃止）。その後も工事は進み、1942年に獅潭道路「台三道」は全線開通するにいたった。
戦後はこの道路の拡張が行われ、1981年に全面舗装完了、現在では獅潭郷の主要道路として利用されている。

## 行政区
| 地区   | 里                             |
| ------ | ------------------------------ |
| 北四村 | 百寿村、永興村、新店村、和興村 |
| 南三村 | 豊林村、新豊村、竹木村         |

## 歴代郷長
| 代 | 氏名 | 任期 |
| -- | ---- | ---- |

## 教育

### 国民中学
- 苗栗県立獅潭国民中学

## 交通
| 種別 | 路線名称 | その他                    |
| ---- | -------- | ------------------------- |
| 省道 | 台3線    |                           |
| 省道 | 台72線   | 東西向快速公路 後龍汶水線 |

## 観光

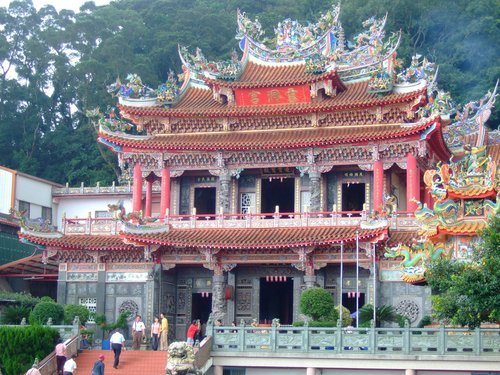
仙山霊洞宮

- 仙山（中国語版）
- 獅潭老街
- 汶水老街（中国語版）
- 錫隘古道
- 錫隘隧道

## 出身者
- 甘耀明 - 小説家